# Гордана Ковачевић (глумица)
Гордана Ковачевић (Београд, 25. децембар 1932) била је југословенска и српска филмска и позоришна глумица.

## Филмографија
| Год.     | Назив                                   | Улога \|- style="background: Lavender; text-align:center; " | 1950.-те | 1950.-те | 1950.-те | 1950.-те |
| 1951.    | Дечак Мита                              | /                                                           |          |          |          |          |
| 1960.-те |                                         |                                                             |          |          |          |          |
| 1962.    | Пробисвет, велика режија и дете ТВ филм | /                                                           |          |          |          |          |